# Itaíba
Itaíba es un municipio brasileño del estado de Pernambuco. Administrativamente, es formado por el distrito sede y el distrito de Negras. El municipio fue creado en 1958 e instalado el 28 de abril de 1962.

## Geografía
Se localiza a una latitud 8°56′51″ sur y a una longitud 37º25'22" oeste, estando a una altitud de 478 metros. Su población estimada en 2004 era de 26 735 habitantes.
Posee un área de 1073,2 km².

### Localización, relieve y suelo
El municipio de ltaiba está localizado en la mesorregión del Agreste Pernambucano, Microrregión del Valle del Ipanema, insertado en la Meseta de la Borborema, de la cual se destacan las sierras del Culupi, Exu, Caldeirão, Salgadinho, Salgado y Sierra de los Caballos. Las vías de acceso son las BR 232 hasta Arcoverde, siguiendo por la PE 270 o la BR 423 hasta Aguas Bellas. El suelo del municipio es del tipo limoso, arenoso, pedregoso y rocoso.

### Clima y vegetación
Localizado en el Valle del lpanema y en el Agreste del Estado, Itaíba se caracteriza por un clima semiárido caliente, con una estación lluviosa breve, siendo más intensa en los meses de marzo y abril, la temperatura media anual es 25 °C, y una precipitación pluviométrica media de 680 mm.

### Hidrografía
Itaíba pertenece a la Cuenca del Río Ipanema, teniendo como tributários pequeños arroyos temporários como: Santa María, Mandacaru, Tapera, Pantas, Arroyo del Miel y otros.

### Población
El Municipio de Itaíba de acuerdo con el censo demográfico del IBGE posee una población total de 26 799 habitantes, de estos 8735 viven en la zona urbana y 18 064 en la zona rural.